# Městská knihovna Ústí nad Orlicí
Městská knihovna Ústí nad Orlicí je veřejná knihovna, kterou zřizuje město Ústí nad Orlicí.

## Historie knihovny

### 19. století
První zmínky o veřejné knihovně spadají do dvacátých let 19. století, kdy v čele vlasteneckých snah stály v Ústí nad Orlicí tři rodiny – Andresovi, Korábovi a Rettigovi – které během svého sedmiletého působení ve městě vykonaly mnoho záslužné buditelské práce, neboť prosazovaly používání češtiny, šířily literaturu a založily veřejnou českou knihovnu.
O dalším osudu knihovny po odchodu Rettigových z Ústí nad Orlicí není nic známo.
Svůj význam ve městě sehrály i knihovny spolků. Knihovna Čtenářské besedy, která byla založena v roce 1868 a po dvouletém působení pro nedostatek finančních prostředků skončila, a knihovna prvního dělnického spolku Lidumil (v roce 1892).
První městská knihovna byla v Ústí nad Orlicí založena roku 1881. Základ nové knihovny položil tehdejší ředitel občanské školy chlapecké, když začal sbírat knihy "zábavného" obsahu.
Finančně se činnosti knihovny ujala Občanská záložna, která darovala 50 zl. na zařízení městské knihovny a přislíbila i roční subvenci. Zároveň byl jmenován bibliotékář a dva správcové. Během let přibývalo příznivců knihovny i dárců, mezi které patřil především Jan Ludovít Lukes.

### Léta1900–1946
Knihovna sídlila v jedné samostatné místnosti u obecního úřadu na náměstí, kde zůstala umístěna i po roce 1918. Město bylo ke knihovně štědré a tak již v roce 1921 byla knihovna rozšířena i o čítárnu se 67 časopisy. Od roku 1932 byla městská knihovna umístěna v domě zvaném "Klementinum". Během doby se podařilo zapojit do městské knihovny fondy všech větších spolkových knihoven ve městě.

### Léta1946–1989
V roce 1946 měla knihovna 12 934 svazků knih a 27 998 výpůjček. Rozhodnutím rady se městská knihovna stala 17. května 1951 knihovnou okresní a byla přemístěna do samostatné budovy poblíž centra nazývané "Na Pindulce".
Okresní knihovna byla veřejnou univerzální knihovnou a ústřední knihovnou sítě veřejných knihoven v okrese. Metodicky řídila devět městských knihoven okresu Ústí nad Orlicí a 134 místních knihoven s dobrovolnými knihovníky. Kromě funkce okresní plnila rovněž funkci knihovny městské a střediskové pro 22 místních lidových knihoven v obvodu Ústí.
V roce 1985 byla zahájena nová rozsáhlá přístavba knihovny, která byla dokončena na jaře 1988.

### Současnost
1. ledna 1991 byla okresní knihovna v rámci polistopadových změn transformována na knihovnu městskou s regionální funkcí, jejímž zřizovatelem je Město Ústí nad Orlicí. Během několika let byly klasické lístkové katalogy převedeny do elektronické podoby. Od roku 1997 je knihovna připojena k Internetu a umožňuje k němu uživatelům přístup na dvou počítačích v hudebním oddělení. Postupně vznikly www stránky Městské knihovny Ústí nad Orlicí. Od 1. listopadu 2000 probíhá výpůjční proces pomocí automatizovaného knihovnického systému Clavius.
8. října 2002 byla v rámci Týdne knihoven slavnostně na hudebním oddělení Městské knihovny otevřena Zvuková knihovna pro zrakově postižené a nevidomé občany okresu Ústí nad Orlicí. Zvukovou knihovnu tvoří soubor zvukových knih – knižních titulů namluvených předními herci a moderátory na magnetofonových kazetách. Kazety jsou členům Sjednocené organizace nevidomých a slabozrakých a dalším zdravotně postiženým občanům půjčovány nebo zasílány zdarma.
Od září 2003 je na Dětském oddělení k dispozici řada multimediálních CD-ROMů zábavně-vzdělávacího rázu.

## Poskytované služby
Knihovna se skládá ze tří oddělení – Oddělení pro dospělé čtenáře, Dětské a Hudební oddělení, která poskytují čtenářům následující služby:
- Půjčování knih a časopisů prezenční i absenční formou Interiér
- Meziknihovní výpůjční služba
- Připojení k Internetu

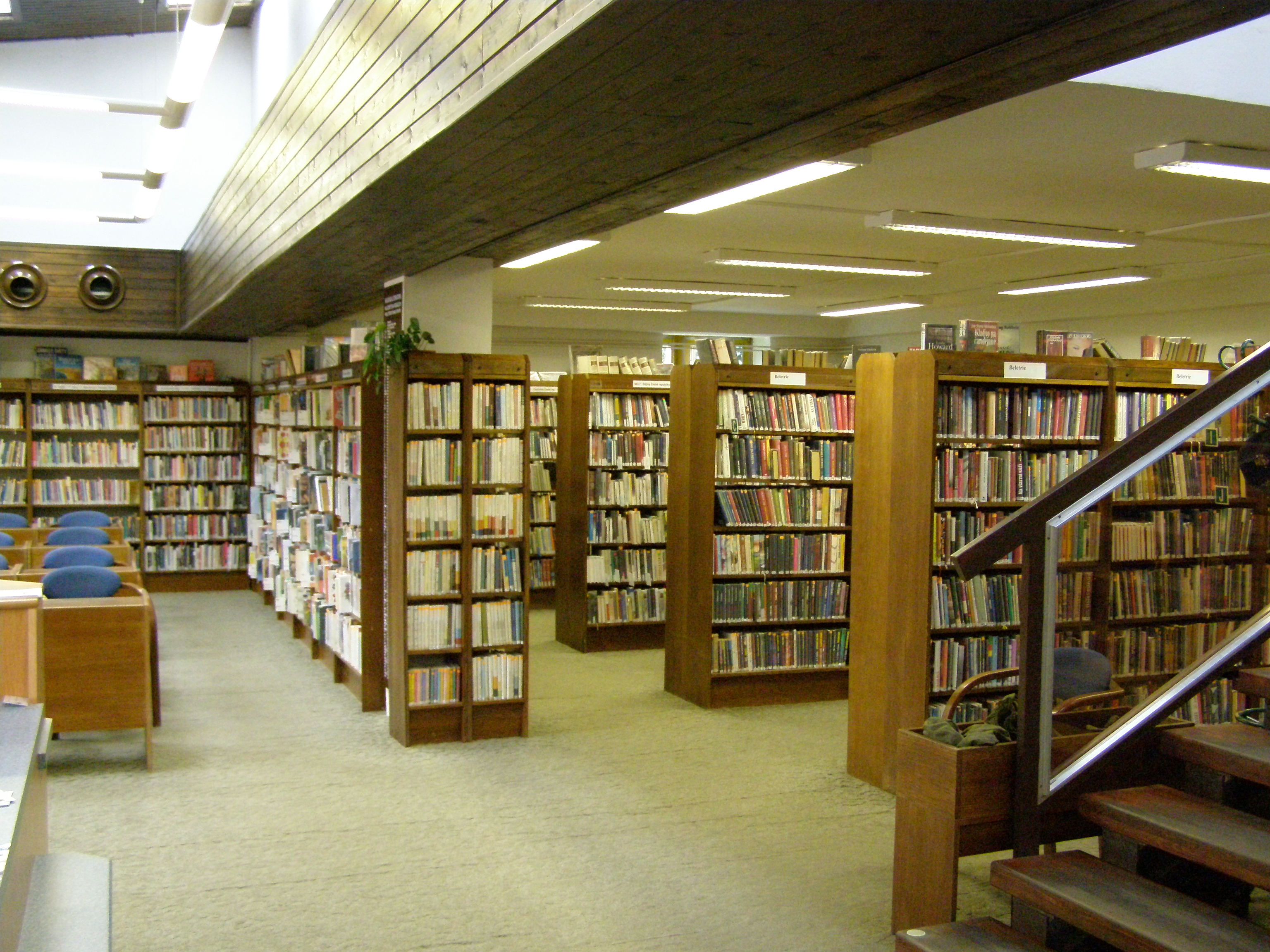
Interiér

- Možnost studia v prostorách studovny a čítárny
- Zvuková knihovna pro hendikepované
- Práce s CD-ROMy a plnotextovými databázemi
- Zodpovídání dotazů faktografického a bibliografického rázu
- Knihovnicko-informační lekce pro žáky ZŠ a SŠ
- Pořádání přednášek, besed a dalších akcí pro veřejnost
- Donášková služba
- Antikvariátní prodej vyřazených knih
- Kopírování a zpracování rešerší